# 苫小牧市立苫小牧西小学校
苫小牧市立苫小牧西小学校（とまこまいしりつ とまこまいにししょうがっこう）は、北海道苫小牧市矢代町3丁目にある公立小学校。

## 概要
- 本校は苫小牧市西部の矢代町にあり、市中心部西側の一部を学区とする。

## 所在地
- 北海道苫小牧市矢代町3丁目7-16

## 沿革
- 1876年（明治9年）6月 - 駅逓所内に仮教育所開設（児童12名）。
- 1879年（明治12年）1月 - 新教育所落成。
- 1881年（明治14年）
  - 1月 - 公立苫小牧小学校と改称。
  - 9月 - 白老分校（白老町立白老小学校の前身）設置。
- 1895年（明治28年）7月 - 苫小牧尋常高等小学校と改称。
- 1903年（明治42年）12月 - 新校舎落成。
- 1906年（明治45年）1月 - 開校40周年記念式を挙行。
- 1918年（大正7年）9月 - 東尋常高等小学校分離開校。
- 1921年（大正10年）
  - 5月 - 苫小牧大火により校舎全焼。
  - 12月 - 新校舎が落成し、現在地（矢代町）に移転。
- 1922年（大正11年）2月 - 苫小牧西尋常高等小学校と改称。
- 1941年（昭和16年）4月 - 苫小牧西小学校と改称。
- 1950年（昭和25年）2月 - 完全給食実施。
- 1952年（昭和27年）5月 - 鉄筋新校舎竣工（三条通側校舎）。
- 1954年（昭和29年）11月 - 鉄筋正面校舎竣工（管理室・特別教室）。
- 1957年（昭和32年）4月 - 北光小学校開校により、児童420名を移籍。
- 1960年（昭和35年）9月 - 大成小学校開校により、児童685名を移籍。特殊学級（障害児学級）を開級。
- 1962年（昭和37年）7月 - 学校プール完成。
- 1965年（昭和40年）2月 - 屋内体育館完成。
- 1969年（昭和44年）4月 - 留守家庭学級（杉の子学級）開設。
- 1975年（昭和50年）
  - 6月 - 学校緑化整備作業。
  - 7月 - 校舎の改修整備（アルミサッシ窓）。
- 1976年（昭和51年）
  - 3月 - 三棟（南側）鉄筋校舎竣工。
  - 10月 - 開校百周年記念祝典（講演・集会・研究会）。
- 1980年（昭和55年）12月 - 特別教室（特学三階建）増築。
- 1982年（昭和57年）3月 - 正面門柱完成。
- 1986年（昭和61年）9月 - 開校百十周年記念式典挙行。
- 1990年（平成2年）7月 - 学校プール屋上完成。
- 1991年（平成3年）12月 - ランチルーム完成。
- 1992年（平成4年）8月 - プール改修。
- 1993年（平成5年）9月 - 体育館暖房設備完成。
- 1994年（平成6年）11月 - 校舎のガス暖房。
- 1996年（平成8年）10月 - 開校百二十周年記念式典挙行。
- 1997年（平成9年）8月 - プレールーム・家庭科室移設工事。
- 1998年（平成10年）8月 - 洋式便所設置工事。
- 1999年（平成11年）3月 - 校舎外壁改修工事。
- 2001年（平成13年）
  - 3月 - 新校舎完成。
  - 11月 - 外壁修理・外構工事終了。
- 2006年（平成18年）
  - 10月 - 開校百三十周年記念公開研究会。
  - 11月 - 開校百三十周年記念式典挙行。
- 2007年（平成19年）4月 - 特別支援学級が大成小学校と糸井小学校に分離。
- 2014年（平成26年）2月 - 新体育館完成。

## 学区
- 矢代町・幸町・白金町・浜町・本町・本幸町・弥生町・王子町2丁目・元町1丁目・元町2丁目

## 周辺
- 社会福祉法人明日萌認定こども園苫小牧すみれ保育園 - 本校敷地内
- 苫小牧地域生活支援センター
- 国道36号

## アクセス
- JR室蘭本線青葉駅から、徒歩約1.6km強・約25分。
- JR室蘭本線苫小牧駅から、道南バス川沿ときわ線・澄川錦岡線で、「三条橋」バス停下車後、徒歩約220m・徒歩約4分。
- JR室蘭本線沼ノ端駅から、道南バス永福三条線で、「三条橋」バス停下車後、徒歩約220m・徒歩約4分。